# Bătălia de la Assaye

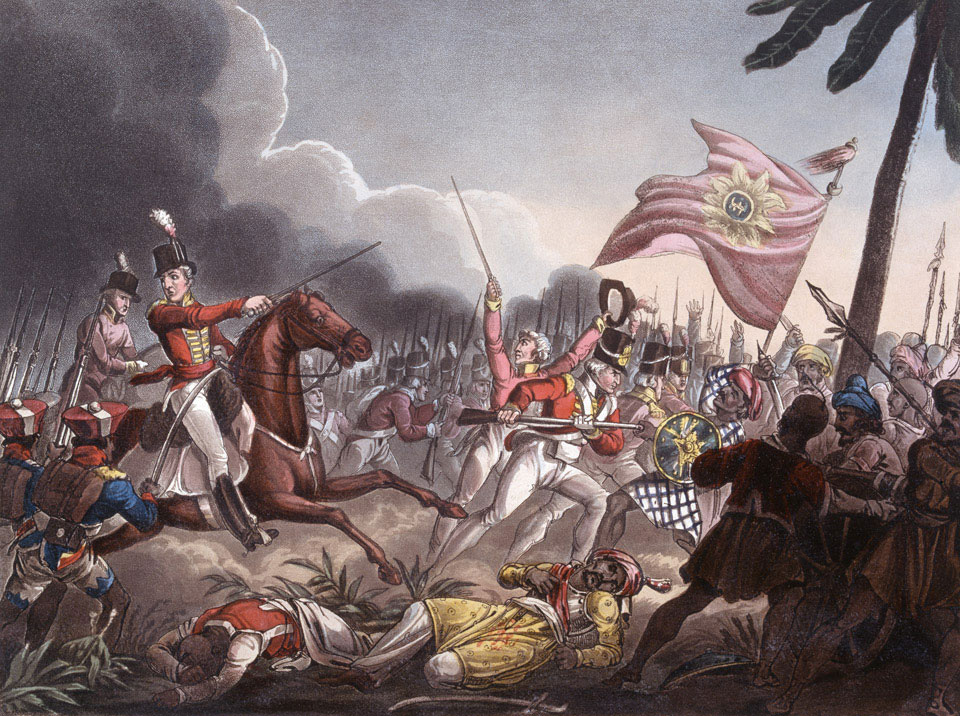
Pictură cu Bătălia de la Assaye din circa 1815

Bătălia de la Assaye, purtată pe 23 septembrie 1803 în satul cu același nume al Indiei centrale între armata britanică sub comanda lui Sir Arthur Wellesley (viitorul duce de Wellington) și armata Principilor Maratti, a însemnat schimbarea decisivă a celei de a doua bătălii anglo-maratte, inițiind dominația engleză asupra întregului podiș Deccan și în general, asupra întregii Indii centro-meridionale.

## Prologul
A doua bătălie anglo-marattă ia naștere din conflictele interne ale Confederației Maratta. Primul ministru brahmin peshwa Baji Rao II era șeful oficial al Maratti-lor, dar principii Daulatrao Sindhia de Gwalior și Jaswant Rao Holkar de Indore dețineau un prestigiu și o putere destul de mari. Baji Rao a fost înfrânt de Holkar în bătălia de la Poona (25 octombrie 1802). După înfrângerea sa, Baji Rao se refugiază sub protecție britanică și, prin Tratatul de la Bassein, formează o alianță cu guvernatorul general britanic al Indiilor, Lordul Richard Wellesley, primul marchiz Wellesley și Compania engleză a Indiilor Orientale.
Lordul Wellesley a decis să susțină Peshwa. Asedie din nou Baji Rao la Poona pe 13 mai 1803 și încercă tratative cu Sindhia, dar în primele zile din august negocierile se demonstrară inutile. Wellesley atunci aduse o mare armată, formată din armatele lui Sindhia și ale lui Raja di Berar, împotriva principalelor forțe maratte.